# Oberbruck
Oberbruck ist eine französische Gemeinde mit 390 Einwohnern (Stand 1. Januar 2022) im Département Haut-Rhin in der Region Grand Est (bis 2015 Elsass). Sie gehört zum Arrondissement Thann-Guebwiller, zum Kanton Masevaux-Niederbruck und zum 2001 gegründeten Gemeindeverband Vallée de la Doller et Soultzbach.

## Geografie
Die Gemeinde Oberbruck liegt in den südöstlichen Vogesen. Das zum Regionalen Naturpark Ballons des Vosges gehörende Gemeindegebiet umfasst das untere Seebachtal und einen Teil des Dollertales. Die Doller bildet die Südgrenze der Gemeinde. Im äußersten Nordwesten der Gemeinde wird der Vogesenkamm erreicht, der zum Département Vosges überleitet. Oberbruck ist von markanten Bergen umgeben: im Norden vom Gipfel der Tête des Perches (1222 m), im Westen vom Elsässer Belchen (1247 m) und im Süden vom 1074 m hohen Baerenkopf.
Nachbargemeinden von Oberbruck sind Rimbach-près-Masevaux im Norden, Wegscheid im Osten, Kirchberg im Süden (Berührungspunkt), Dolleren im Westen sowie Sewen und Saint-Maurice-sur-Moselle im Nordwesten.

## Bevölkerungsentwicklung
| Jahr      | 1962 | 1968 | 1975 | 1982 | 1990 | 1999 | 2007 | 2018 |
| --------- | ---- | ---- | ---- | ---- | ---- | ---- | ---- | ---- |
| Einwohner | 519  | 548  | 506  | 439  | 462  | 475  | 443  | 391  |

|  |  |